# Мунтіян Валерій Іванович
Мунті́ян Вал́ерій Ів́анович (*3 серпня 1960, Одеса) — український вчений, фахівець у галузі економіки, національної безпеки, екології та інформаціології, військовий та державний діяч.
Доктор наук, професор, член-кореспондент Національної Академії наук України, лауреат Державної премії України в галузі науки і техніки.

## Біографія
Народився 3 серпня 1960 року в Одесі.

### Освіта
У 1982 році закінчив Пушкінське вище військове інженерно-будівельне училище. Згодом — дві Вищі школи господарського управління (1988 та 1991), аспірантуру при Одеському державному економічному університеті (1994). Навчався за кордоном, у Коледжі стратегічних досліджень та оборонної економіки (Німеччина, закінчив у 1996 році). У 1999 році за спеціальністю «Державне управління» закінчив Академію державного управління при Президентові України. У 2005 році — Національну академію оборони України (спеціальність — «Організація тилового забезпечення військ»), здобувши кваліфікацію магістра військового управління.

### Кар'єра
З 2011 по 2014 рік — Урядовий уповноважений з питань співробітництва з Російською Федерацією, державами-учасницями Співдружності Незалежних Держав, Євразійського економічного співтовариства та іншими регіональними об'єднаннями (Постановаю Кабінету Міністрів України від 16.10.2014 р. № 551 зазначену посаду ліквідовано).
З 2010 року — Голова комісії з проведення реорганізації Міністерства економіки України.
З 2007 року — заступник Міністра економіки України.
З 2003 року — заступник Міністра оборони України.
З 1997 року — начальник Головного управління економіки Міністерства оборони України.

### Участь у міжнародній діяльності
Член Державної комісії з питань співробітництва із СОТ.
Член Міжнародного союзу економістів Генерального консультанта Економічної і Соціальної Ради ООН.
Керівник робочих груп високого рівня СНД по розробці міжнародних програм: «Стратегія економічного розвитку країн СНД на період до 2020 року» та «Міждержавна цільова програма інноваційного співробітництва держав-учасниць СНД на період до 2020 року».
Член Ради міждержавного співробітництва в науково-технічній та інноваційній сферах.

## Військове звання
У 2004 році отримав чергове військове звання генерал-лейтенанта.

## Наукова діяльність
Доктор економічних наук (1998), доктор соціологічних наук (2000), професор (2001), член-кореспондент Національної Академії наук України (2006).

### Наукові роботи
Автор понад 280 наукових робіт, у тому числі: відкриття, 12 особистих і 22 колективних монографій, 23 підручників і науково-методичних посібників. Серед них такі монографії як: «Оборонний бюджет: Світовий досвід і можливі шляхи реформування в Україні» (1996); «Економіка і витрати на оборону» (1998); «Економічна безпека України» (1999); «Informatiology and economic security» (2001); «Основи теорії інформаціогенної моделі економіки» (2004); «Інформаціогенна парадигма» (2006); «An informatiogenic paradigm in Economics» (2007); збірник праць в 4-х томах «Проблеми національної безпеки в процесах державотворення» (2007); «Економіка в умовах кризи» (2010); «Економічний інтеграційний вибір» (2014) та ін.

## Нагороди, почесні звання
- Заслужений будівельник України (1994)[1].
- Лауреат Державної премії України в галузі науки і техніки (2002).
- Лауреат премії імені академіка В. М. Глушкова (2003).
- Лауреат Міжнародної премії імені академіка О. М. Прохорова (2005).
- Почесна грамота Кабінету Міністрів України (2010).
- Орден «За заслуги» III ступеня (2012)[2].
- Почесна грамота Верховної Ради України (2013).
- Орден «Співдружність» Міжпарламентської Асамблеї держав-учасниць СНД (2013).
- Золота Європейська медаль за проведені винятково важливі і високоякісні дослідження в сфері економічної безпеки (Брюссель, 2013).